# Jean Wauters (homme d'affaires)
Pour les articles homonymes, voir Jean Wauters.
Jean Wauters (né à Herstal en 1923 et mort le 4 avril 2014) est un homme d'affaires belge. Il a été le 12e président du club de football du Standard de Liège et éditeur du quotidien 'La Meuse.

## Biographie
Jean Wauters est né en 1923 à Herstal, dans la banlieue de Liège. En 1942, il a été arrêté par des soldats allemands et envoyé à Buchenwald. Il a ensuite travaillé dans la FN Herstal, où il a secrètement soutenu la résistance. À Buchenwald, il aurait tout simplement échappé à la mort par le sacrifice d'un détenu tchécoslovaque.
Après la Seconde Guerre mondiale, Jean Wauters a été un homme d'affaires influent. Il a dirigé le grand magasin Sarma. Selon certains témoignages, il aurait également financé les campagnes électorales des politiciens comme André Cools et Jean Gol, et se serait porté garant de la Villa Clémentine, la résidence du prince Laurent. Ce dernier était un ami personnel de Jean Wauters.

## Standard de Liège
Jean Wauters était un fervent supporter du Standard de Liège. Au milieu des années 1980 quand l'affaire Bellemans éclata et qu'elle porta un coup énorme au club, à la fois sportivement et financièrement. Plusieurs investisseurs ont quitté le club et le Standard rechercha alors de nouveaux hommes forts. Jean Wauters fut volontaire et prit la direction du club. En collaboration avec André Duchêne qui deviendra plus tard président du club, ils essayèrent de hisser à nouveau le club vers le sommet du championnat de Belgique. Sous sa présidence, le Standard remporta la Coupe de Belgique en 1993 et deux titres de vice-champion en 1993 et 1995 sans jamais pouvoir reconquérir le titre. Il a également été surnommé « Monsieur Standard » tout comme l'un de ses prédécesseurs Roger Petit. Le stade a été rénové et est devenu l'un des stades les plus grands et les plus célèbres du pays. Mais quelques années plus tard, le club est au bord de la faillite. Jean Wauters reste à la barre jusqu'à l'arrivée de l'investisseur Robert Louis-Dreyfus en 1998, remettant le flambeau de la présidence à son bras droit André Duchêne.

## Procès
La Cour européenne des droits de l'homme (CEDH) a condamné Jean Wauters en 2008 à trois ans de prison. La Cour a estimé que Jean Wauters aurait détourné l'argent des caisses de la fondation Villages Reine-Fabiola pour personnes handicapées, quand il en était président. Wauters était le cofondateur de la fondation en 1963.